# 강예빈 (1999년)
강예빈(1999년 6월 1일 ~)은 대한민국의 배우다.

## 방송
- 메인업 (2021) - 소속생들 역
- 펜트하우스 3 (2021)
- 유튜버 클라스 시즌2 (2021)
- 치얼업 (2022)
- 떡락인생 (2022)
- 징병남녀 (2023)
- 노량진 클라스 (2023)
- MZ를 찾아서 (2023)
- 특전소녀전선 (2024)

## CF
- 일동펫 더 정직한 보스웰리아 (2022)